# Poliana Okimoto
Poliana Okimoto   (São Paulo, 8 de març de 1983) és una exnedadora de llarga distància brasilera.
Amb la seva medalla als Jocs Olímpics de 2016 es va convertir en la primera dona brasilera a guanyar una medalla olímpica de natació.
Poliana és sergent 3a de l'Exèrcit del Brasil.

## Carrera
La Poliana neda des dels dos anys i va començar a competir als set. Als 14 anys va començar a nedar per l'Corinthians, el seu primer club. Els anys següent va competir pel Vasco (2000), Corinthians (2001), Universidade Santa Cecília (UNISANTA) (2003), Pinheiros (2004 a 2009), Corinthians (2010), Minas (2012) i UNISANTA (2013), on va acabar la seva carrera.
Va participar al Campionat del Món de Natació FINA de 2002 (25 m) a Moscou, on va acabar 18è en els 800 metres lliures. Va guanyar la Travessia dos Fortes l'any 2005. Okimoto va competir als Jocs Panamericans de Rio de Janeiro de 2007, en la primera aparició de la marató de natació, on va guanyar la medalla de plata en el 10K femení, la primera medalla brasilera en aquella edició. Okimoto va acabar 7a a la marató aquàtica inaugural (cursa de 10 km) als Jocs Olímpics de 2008. També va nedar al Campionat del Món d'aigües obertes de 2008 a Sevilla.
El 2009, Okimoto va guanyar la Copa del Món de marató de natació, guanyant en 9 de les 11 etapes celebrades i convertint-se en el primer campió brasiler d'aquest esport. Al Campionat del Món d'Aquàtiques 2009 a Roma, va obtenir la medalla de bronze. Amb això, va trencar una sequera de 15 anys per al Brasil al Campionat del Món i es va convertir en la primera dona brasilera a guanyar una medalla en la història de la competició. Va ser considerada per la revista brasilera Época un dels 100 brasilers més influents el 2009.
Va estar al Campionat Pan Pacific de natació de 2010 a Irvine, on va acabar 20a en els 400 metres lliures. El 2010, va batre els rècords brasilers de recorregut curt dels 800 metres lliures (8:27.77) i dels 1500 metres lliures (16:09.04). Als Jocs Panamericans de Guadalajara de 2011, Okimoto va repetir el resultat de 2007 i va tornar a guanyar la plata.
En els Jocs Olímpics de Londres de 2012, Okimoto no va poder completar la cursa a causa de la temperatura de l'aigua, sent desqualificada. La frustració que va seguir va portar a Okimoto a una depressió clínica i a pensar en abandonar l'esport, abans de ser convençuda del contrari, entre d'altres, pel seu marit i entrenador Ricardo Cintra.
Al Campionat del Món d'Aquàtiques 2013, a Barcelona, Poliana va tenir una participació històrica. Va guanyar la medalla de plata en la cursa femenina de 5 km, i, uns dies després, es va convertir en la campiona del món en la cursa de 10 km. En acabar, en la prova per equips, va guanyar la medalla de bronze amb la selecció brasilera, juntament amb Samuel de Bona i Allan do Carmo. El 12 d'agost de 2013, Okimoto va batre el rècord brasiler en els 1500 metres lliures, amb un temps de 16:26.90. Als Campionats del Món de la FINA 2015 a Kazan, Okimoto va acabar sisena en la marató de 10 km.
Inicialment, Okimoto va acabar quart a la cursa de 10 km als Jocs Olímpics de 2016 organitzats pel Brasil. La desqualificació de la segona, Aurélie Muller, la va ascendir al bronze, convertint Okimoto en la primera dona brasilera a guanyar una medalla olímpica de natació. L'any següent, Okimoto va estar absent del Campionat del Món de 2017, acabant tercera als 10 km nacionals eliminatoris i saltant-se el 5 els de km. Aquesta va ser la darrera temporada en actiu, abans de retirar-se.

## Homenatges
L'any 2018 va entrar en el Saló de la Fama Internacional de Marató Aquàtica.